# Muhamma
Muhamma là một thị trấn thống kê (census town) của quận Alappuzha thuộc bang Kerala, Ấn Độ.

## Nhân khẩu
Theo điều tra dân số năm 2001 của Ấn Độ, Muhamma có dân số 24.513 người. Phái nam chiếm 48% tổng số dân và phái nữ chiếm 52%. Muhamma có tỷ lệ 85% biết đọc biết viết, cao hơn tỷ lệ trung bình toàn quốc là 59,5%: tỷ lệ cho phái nam là 88%, và tỷ lệ cho phái nữ là 83%. Tại Muhamma, 10% dân số nhỏ hơn 6 tuổi.